# كا آتا كيلا
كا آتا كيلا (بالإنجليزية: Ka-Ata-Killa)‏، في أساطير ما قبل الإنكا التي نشأت عند بحيرة تيتيكاكا، هي إلهة القمر. وجرت عبادتها عند هذه البحيرة. وفي أمريكا الجنوبية، تمثل الدورة القمرية عند الإنويت. وكان يُضحى لها بأسرى الحرب، وأيضًا، تُقدم لها جميع الغنائم؛ وذلك بوصفها القمر الهابط أو المُتراجع.